# Sleeper hit
Il termine sleeper hit, traduzione inglese di successo dormiente, indica un film, un singolo discografico, un videogioco, un programma televisivo o qualunque altro prodotto di intrattenimento che, nel periodo della sua uscita, ha avuto scarso successo, ma che è stato rivalutato in un periodo successivo.
Lo scarso successo di un prodotto di solito è determinato da un lancio problematico e una promozione scarna; questo prodotto può diventare successivamente una sleeper hit se sviluppa gradualmente un suo seguito e di conseguenza una certa attenzione da parte dei media e del pubblico a cui è rivolto.

## Etimologia
Il termine sleeper hit deriva dalla lingua inglese ed è composto dalle parole sleeper (dormiente) e hit (inteso come prodotto di successo, come una canzone). L'espressione sta dunque ad indicare il comportamento effettivo del fenomeno di riferimento: un prodotto che viene dapprima ignorato ("dorme") e che a distanza di mesi o anni "esplode" e diventa conosciuto al pubblico.